# Стригунов Микола Павлович
Микола Павлович Стригунов — капітан Збройних сил України, учасник російсько-української війни, що відзначився у ході російського вторгнення в Україну. Герой України (2025).

## Життєпис
Народився у м. Рівне. Вищу освіту за фахом менеджера-економіста отримав у Національному університеті водного господарства та природокористування (м. Рівне). У цьому ж закладі закінчив військову кафедру.
З перших днів російського вторгнення в Україну добровільно став на захист країни. Після короткого навчання потрапив до 80-ї окремої десантно-штурмової бригади. Пройшов шлях у бригаді від командира взводу, заступника командира роти до командира роти; та, відповідно, від лейтенанта — до капітана.
Брав участь у боях за Бахмут — в районі с. Кліщіївка.
Брав участь у боях в Курській обасті. Перед початком операції зібрав і проаналізував інформацію, яка дала змогу якісно спланувати штурми. Десантно-штурмова рота під його командуванням провела зачистку КПВВ «Суджа» й позицій ворога вздовж кордону.  Рота зайшла до 10 км вглиб російської території та разом з іншими підрозділами 80-ї ОДШБр взяла під контроль м. Суджу і ще сім населених пунктів. Микола Стригунов особисто знищив близько 20 ворогів, під щільним артилерійським обстрілом евакуював чотирьох поранених воїнів, організовував прикриття передових підрозділів і здійснював зачистку російських позицій.

## Нагороди
- Звання Герой України з врученням ордена «Золота Зірка» (5 серпня 2025) — за оособисту мужність і героїзм, виявлені у захисті державного суверенітету та територіальної цілісності України, самовіддане служіння Українському народові[5]. Орден Миколі Стригунову вручив 6 серпня 2025 року президент Володимир Зеленський під час робочої поїздки до Сумської області[4];
- орден Богдана Хмельницького III ст. (16 вересня 2024) — за особисту мужність, виявлену у захисті державного суверенітету та територіальної цілісності України, самовіддане виконання військового обов'язку[6].